# Hypoxidia
Hypoxidia es un pequeño género de plantas perteneciente a la familia de las hipoxidáceas. Incluye 2 especies perennes, herbáceas y bulbosas  oriundas de Seychelles.

## Taxonomía
El género fue descrito por F.Friedmann y publicado en Bulletin du Muséum National d'Histoire Naturelle, Section B, Adansonia. Botanique Phytochimie 1984: 454. 1985. La especie tipo es: Dicrocaulon pearsonii N.E. Br.  

## Especies
Las especies del género, conjuntamente con la cita válida y su distribución geográfica, se listan a continuación:
- Hypoxidia maheensis F.Friedmann, Bull. Mus. Natl. Hist. Nat., B, Adansonia 1984: 459 (1985). Seychelles (Mahé).
- Hypoxidia rhizophylla (Baker) F.Friedmann, Bull. Mus. Natl. Hist. Nat., B, Adansonia 1984: 456 (1985). Seychelles.